# Revolução de 1 de Setembro
Revolução de 1 de Setembro, também conhecida como golpe de Estado na Líbia em 1969 ou Revolução al-Fateh, foi um golpe militar executado na Líbia pelo Movimento dos Oficiais Livres, um grupo de oficiais militares rebeldes liderados pelo Coronel Muamar Gadafi, que levou à derrubada do rei Idris I da Líbia. Primeiramente teve inicio na cidade de Saba, localizada no centro do país, mas rapidamente se espalhou por toda a Líbia, incluindo Trípoli.
O golpe foi liderado por uma facção jovem, esquerdista e revolucionária de militares liderado pelo coronel Muammar Gaddafi, licenciado em direito alguns anos antes, que posteriormente administraria o país sob duas formas distintas de governo conhecidas como República Árabe Líbia (1969-1977) e Grande Jamahiriya Árabe Líbia Popular Socialista (1977-2011), até a guerra civil que ocorreu de 15 de fevereiro a 20 de outubro de 2011 por fim ao seu último governo e o assassinar em sua cidade natal Sirte.

## Antecedentes
A descoberta de significativas reservas de petróleo em 1959 e a renda das vendas subsequentes do petróleo permitiriam ao Reino da Líbia a transição de uma das mais pobres nações do mundo a um estado rico. Embora o petróleo melhorasse drasticamente as finanças do governo líbio, um ressentimento entre a população começou a crescer devido ao aumento da concentração de riqueza da nação nas mãos do rei Idris. Este descontentamento surgiu com a ascensão do nasserismo, do nacionalismo árabe e do socialismo árabe em todo o Norte de África e do Oriente Médio. Em 4 de agosto de 1969, o rei Idris, ancião e enfermo, havia abdicado em favor de seu sobrinho, Hasan as-Senussi, cuja sucessão foi programada para 2 de setembro.

## Desenvolvimento
Em 1 de setembro de 1969, um dia antes da abdicação de Idris (que estava recebendo tratamento médico na Turquia) entrar em vigor, um grupo de cerca de setenta jovens oficiais do exército e homens alistados, assumiram o controle do governo e em um golpe de Estado aboliram a monarquia da Líbia. O golpe foi lançado em Bengazi e dentro de duas horas a tomada de poder foi concluída. Unidades do exército rapidamente se uniram em apoio ao golpe e dentro de poucos dias o controle militar foi estabelecido firmemente em Trípoli e em outros lugares em todo o país. A aceitação popular do golpe, especialmente por pessoas mais jovens das áreas urbanas, foi entusiasta. Temores de resistência na Cirenaica e Fezã revelaram-se infundados. Nenhuma morte ou incidentes violentos relacionados com o golpe foram registrados.
O Movimento dos Oficiais Livres, que reivindicou a autoria pela execução do golpe, foi dirigido por uma junta de doze membros que se designou Conselho de Comando Revolucionário (CCR). Este órgão constituiu o governo líbio após o golpe. Em seu primeiro anúncio em 1 de setembro, o CCR declarou que o país seria um Estado livre e soberano chamado de República Árabe da Líbia, que avançaria "no caminho da liberdade, unidade e justiça social, garantindo o direito à igualdade aos seus cidadãos, e abrindo-lhes as portas do trabalho honrado". O domínio dos turcos e italianos e o governo "reacionário" deposto foram caracterizados como pertencentes a "idade das trevas", do qual o povo líbio foi chamado para avançar como "irmãos livres" para uma nova era de prosperidade, igualdade e honra.
O Conselho de Comando Revolucionário aconselhou os representantes diplomáticos na Líbia que as mudanças revolucionárias não seriam dirigidas ao exterior do país, que os tratados e acordos existentes permaneceriam em vigor, e que os habitantes estrangeiros e propriedades seriam protegidas. O reconhecimento diplomático do novo governo ocorreu rapidamente a partir de países de todo o mundo. O reconhecimento dos Estados Unidos ocorreu oficialmente em 6 de setembro.

## Eventos pós-golpe

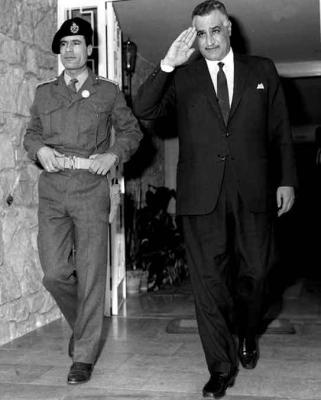
Gaddafi (esquerda) com o presidente egípcio Gamal Abdel Nasser em 1969.

Tendo em vista a falta de resistência interna, parecia que o principal perigo para o novo governo residia na possibilidade de uma reação inspirada pela ausência do rei Idris, ou seu herdeiro designado, Hasan ar Rida, que havia sido levado sob custódia no momento do golpe junto com outros altos funcionários civis e militares do governo monárquico. Poucos dias após o golpe, no entanto, Hasan renunciou publicamente todos os direitos ao trono, declarou seu apoio ao novo governo, e convidou o povo a aceitá-lo sem violência. 
Idris, em uma troca de mensagens com o Conselho de Comando Revolucionário através do presidente do Egito Nasser, se dissociou das tentativas relatadas de garantir a intervenção britânica e negou qualquer intenção de voltar para a Líbia. Em troca,  lhe foi assegurado pelo Conselho de Comando Revolucionário a segurança de sua família ainda no país. A seu pedido e com a aprovação de Nasser, Idris passou a residir novamente no Egito, onde havia passado seu primeiro exílio e onde permaneceu até sua morte em 1983.
Em 7 de setembro de 1969, o Conselho de Comando Revolucionário anunciou que havia nomeado um gabinete para conduzir o governo da nova república.  Mahmud Sulayman al-Maghribi, que havia sido preso desde 1967 por suas atividades políticas, foi designado primeiro-ministro. Ele presidiu o Conselho de Ministros composto de oito membros, dos quais seis, como Maghrabi, eram civis e dois  – Adam Said Hawwaz e Musa Ahmad –  eram oficiais militares. Nenhum desses oficiais era membro do Conselho de Comando Revolucionário. 
O Conselho de Ministros foi instruído a "implementar a política geral do Estado, elaborado pelo Conselho de Comando Revolucionário", não deixando dúvidas onde a autoridade máxima repousava. No dia seguinte, o Conselho de Comando Revolucionário decidiu promover o capitão Gaddafi a coronel e nomeá-lo comandante-em-chefe das Forças Armadas da Líbia. Embora os porta-vozes do Conselho de Comando Revolucionário se recusassem até janeiro de 1970 a revelar quaisquer outros nomes dos membros do Conselho, ficou evidente a partir daquela data que o chefe do Conselho de Comando Revolucionário e o novo chefe de Estado era de facto Gaddafi
Os analistas foram rápidos em apontar as semelhanças entre o golpe militar líbio de 1969 e com o Egito sob Nasser em 1952 e tornou-se claro que a experiência do Egito e a figura carismática de Nasser havia formado o modelo para o Movimento dos Oficiais Livres. À medida que o Conselho de Comando Revolucionário nos últimos meses de 1969 agiu vigorosamente para instituir reformas internas, que proclamaram a neutralidade no confronto entre as superpotências e a oposição a todas as formas de colonialismo e "imperialismo". Também deixou claro o empenho da Líbia à  unidade árabe e ao apoio à causa palestina contra Israel. O Conselho de Comando Revolucionário reafirmou a identidade do país como parte da "nação árabe" e sua religião de estado como o Islã. Aboliu as instituições parlamentares, todas as funções legislativas foram assumidas pelo Conselho  e prosseguiu a proibição contra os partidos políticos, em vigor desde 1952.
O novo governo rejeitou categoricamente o comunismo - em grande parte porque era ateu - e oficialmente abraçou uma interpretação árabe do socialismo que integra os princípios islâmicos com reforma social, econômica e política. A Líbia havia mudado, praticamente de um dia para o outro, do campo de Estados árabes conservadores tradicionalistas para os campo dos Estados radicais nacionalistas. Durante a revolução, foi praticada a reforma agrária.